# Geologischer Dienst für Bremen
Der Geologische Dienst für Bremen (GDfB) erforscht und dokumentiert den Untergrund des Landes Bremen. Der Dienst ist am Marum beheimatet.

## Geschichte
Zunächst war der Dienst die Außenstelle Bremen des niedersächsischen Amtes für Bodenforschung, bis Ende 2007 als Bestandteil des Landesamtes für Bergbau, Energie und Geologie in Hannover. Seit 2008 ist der Dienst eine selbstständige Einrichtung des Senators für Wirtschaft, Arbeit und Häfen.

## Arbeit
Die Dienststellen des Bremer Senats sowie Firmen und Privatpersonen berät der Dienst zu allen geowissenschaftlichen Problemen. Auch werden selbst Bohrungen und Untersuchungen vor Ort durchgeführt. Derzeit arbeiten sechs Mitarbeiter bei dem Dienst.
Zu den Aufgaben des Dienstes gehört:
- die Geologie in Bremen
- Hydrologie
- eine Bohrdatenbank
- Geothermie in Bremen

Ein großer Aufgabenbereich ist die Untersuchung und Beratung im Bezug auf den Baugrund in Bremen.

## Engagement
Der Dienst ist Mitglied der Wittheit zu Bremen und engagiert sich in diesem Rahmen mit Vorträgen und Exkursionen in der Öffentlichkeitsarbeit und dem Bürgerkontakt.